# Frediano Giannini
Frediano Giannini OFM (* 16. Juni 1861 in Bozzano, Italien; † 25. Oktober 1939) war ein Kurienerzbischof der römisch-katholischen Kirche.

## Leben
Frediano Giannini trat der Ordensgemeinschaft der Franziskaner bei und empfing am 21. Dezember 1883 das Sakrament der Priesterweihe. Von 1900 bis 1906 war Giannini Kustos des Heiligen Landes.
Am 20. Januar 1905 ernannte ihn Papst Pius X. zum Titularerzbischof von Serrae sowie zum Apostolischen Vikar von Aleppo und zum Apostolischen Delegaten in Syrien. Der Apostolische Delegat in Ägypten, Erzbischof Aurelio Briante OFM, spendete ihm am 5. März desselben Jahres die Bischofsweihe; Mitkonsekratoren waren der Weihbischof im Lateinischen Patriarchat von Jerusalem, Luigi Piccardo, und der armenisch-katholische Bischof von Marasc, Jean Muradian.
Papst Pius XI. ernannte ihn am 12. Februar 1936 zum Vize-Kämmerer der Heiligen Römischen Kirche.